# NGC 7548
NGC 7548 est une galaxie lenticulaire barrée située dans la constellation de Pégase. Sa vitesse par rapport au fond diffus cosmologique est de 7 639 ± 25 km/s, ce qui correspond à une distance de Hubble de 112,7 ± 7,9 Mpc (∼368 millions d'al). NGC 7548 a été découverte par l'astronome prussien Heinrich d'Arrest en 1861.
NGC 7548 présente une large raie HI.

## Groupe de NGC 7568

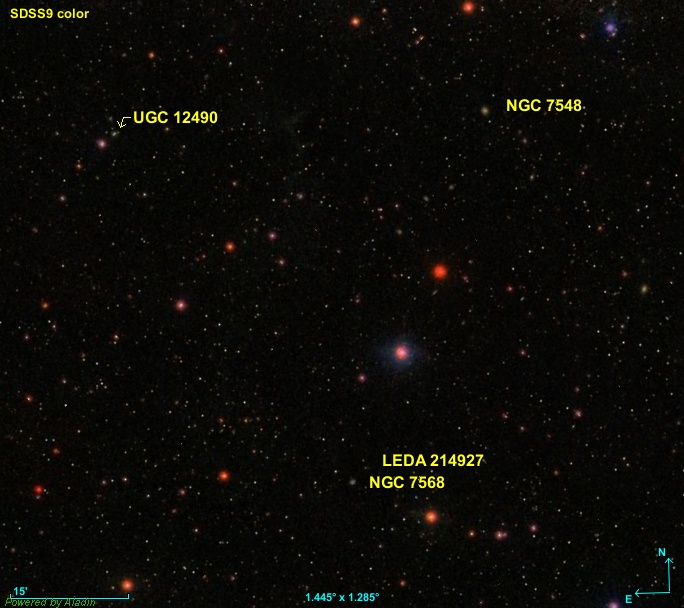
Les trois galaxies du groupe de NGC 7568. Les deux autres galaxies dont NGC 7548 et UGC 12490.

Selon Abraham Mahtessian, NGC 7548 est membre d'un trio de galaxies, le groupe de NGC 7568. Les autres galaxies de ce trio sont NGC 7568 (NGC 7574) et 2316+2457. Comme on peut le constater, la 3e galaxie de la liste est notée 2316+2457 dans l'article publié par Mahtessian, ce qui est une malheureuse notation abrégée qui rend difficile, parfois même impossible, l'identification exacte de la galaxie concernée. Heureusement, la base de données NASA/IPAC permet à l'occasion l'identification de cettte notation. Ici, la requête 2316+2457 dans cette base de données nous permet d'identifier cette galaxie. Il s'agit d'UGC 12490.